# Pávík (holub)

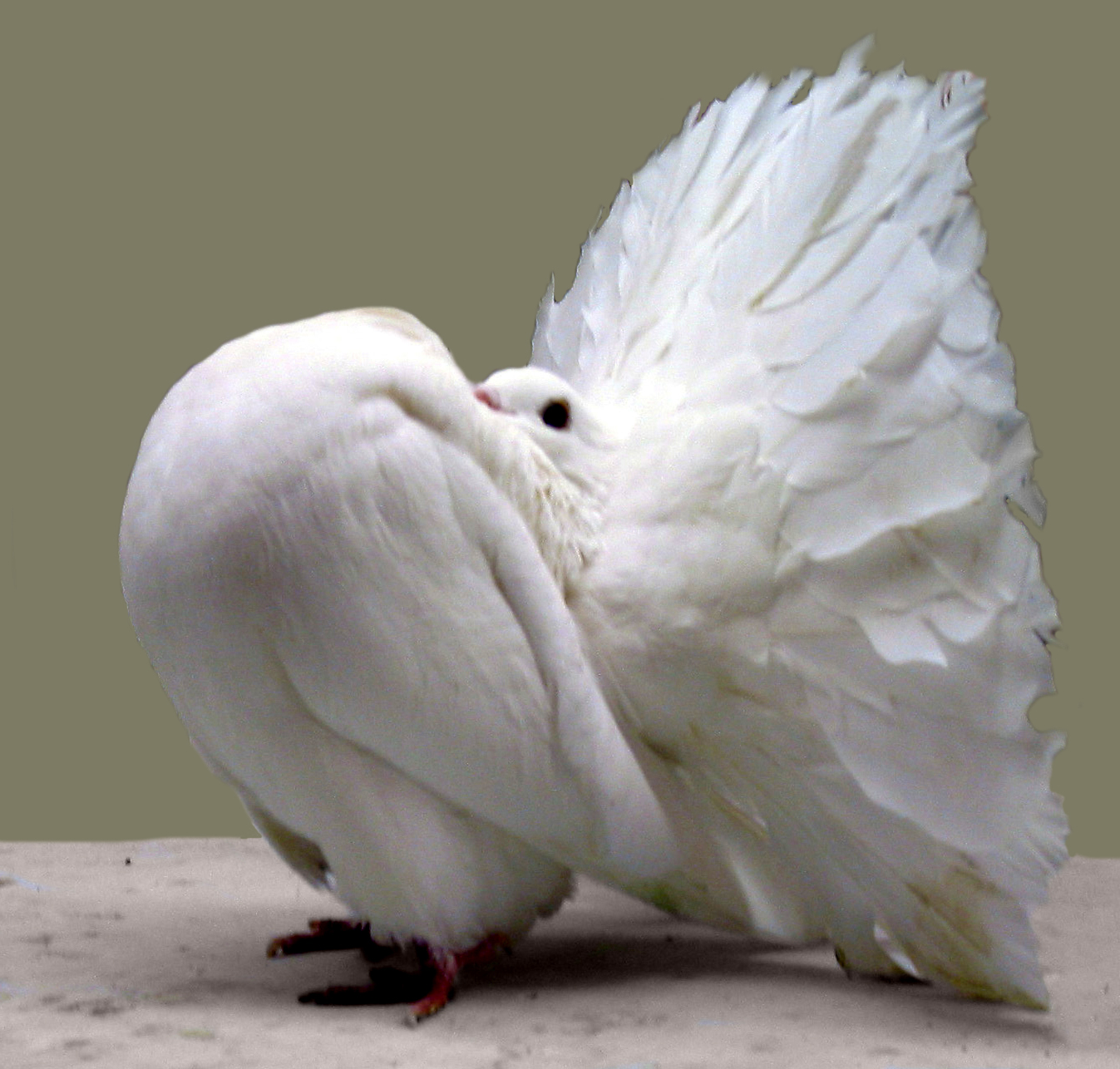
Bílý anglický pávík

Pávík je plemeno holuba domácího, patřící mezi tzv. strukturové holuby, plemena, která jsou šlechtěná na zvýraznění pernatých ozdob. V případě pávíka je to jeho ocas. Ten je tvořený velkým množstvím rýdovacích per, rozprostřených do plného a plochého vějíře. Je to výhradně okrasné plemeno.
Pávíci pocházejí z východní Indie. Do Evropy se dostali v polovině 16. století a jejich šlechtění po dlouhou dobu nebylo jednotné. Nejprve se chovali v Anglii a v Holandsku a až pak se jejich chov rozšířil do dalších evropských zemí. V dnešní době proto existuje vícero plemen pávíků: nejznámější a nejrozšířenější je pávík anglický.

## Anglický pávík

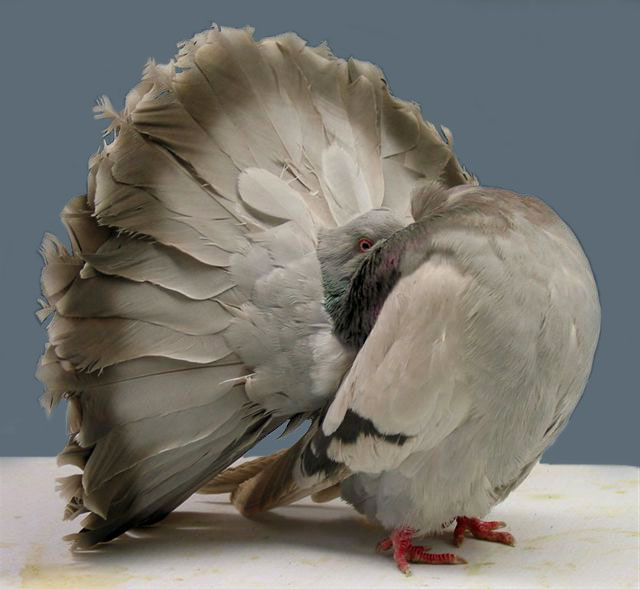
Anglický pávík stříbřitý pruhový

Anglický pávík je holub, kterého nečiní zvláštním jen jeho vějířovitý ocas, ale celkové utváření těla. Je to drobný holub, který se tvarem těla výrazně odlišuje od všech ostatních plemen. Má krátký, nazad skloněný trup s širokou, výrazně vpřed vypjatou hrudí a dlouhý esovitě zahnutý krk. Při vzrušení nese hlavu tak zakloněnou, že jí má položenou na podušce, neboli horních ocasních krovkách. Křídla jsou nesená pod ocasem, ale nedotýkají se země, nožky jsou velmi krátké a pták stojí na špičkách prstů.
Ocas anglického pávíka je tvořen až 42 rýdovacími pery, které jsou rozprostřené do kolmého, plného, talířovitého či mírně konkávního vějíře. Spodní ocasní pera by se měla lehce dotýkat země. Anglický pávík je nejčastěji bílý, ale chová se i v jiných barevných či kresebných rázech.
Je to špatný letec, vhodný do voliérového chovu. Je nenáročný, vhodný i pro začátečníky, dobře se rozmnožuje a pečlivě odchovává holoubata. Dá se použít i jako chůvka při chovu racků a v chovech sportovních rejdičů se používá jako tzv. dropper: Jeho vypuštěním se hejno létajících holubů láká k usednutí.

## Indický pávík

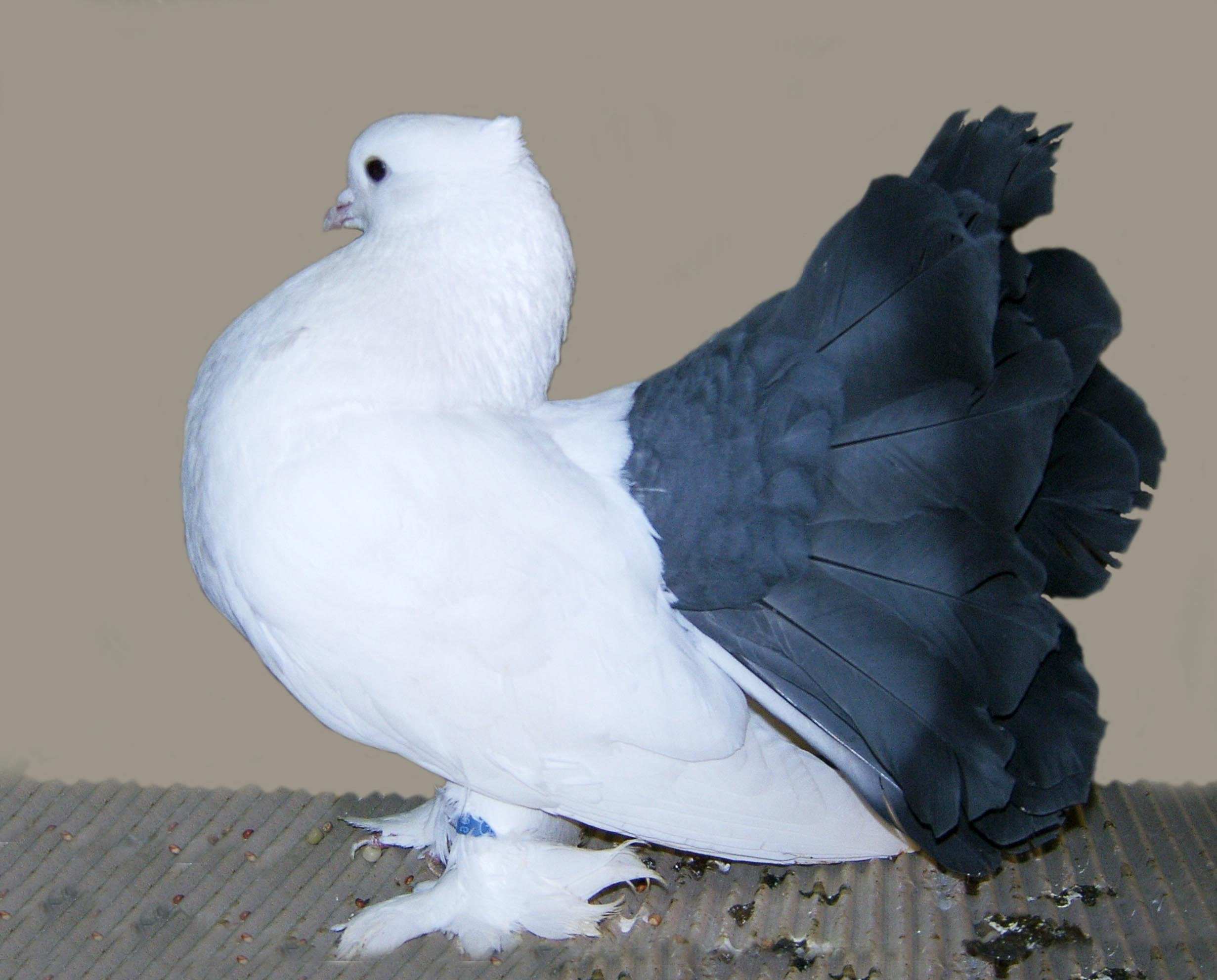
Indický pávík bílý modroocasý

Předchůdcem ostatních plemen pávíků je pávík indický. Je větší než pávík anglický, držení těla je vodorovné a krk směřuje kolmo nahoru. V postoji se nestaví na špičky. Jeho vějíř také není tak plochý jako u anglického pávíka, ale je více nálevkovitý. Běháky indického pávíka jsou opeřené krátkým rouskem a velmi často je přítomna i špičatá chocholka. Někteří indičtí pávíci mají chocholku laturovitou, s jemnými postranními růžicemi, a vzácněji se vyskytují i pávíci hladkohlaví, bez chocholky. Chová se ve velkém množství barevných i kresebných rázů.
I indický pávík je nenáročné a odolné plemeno, které se dobře stará o holoubata.

## Další plemena pávíků

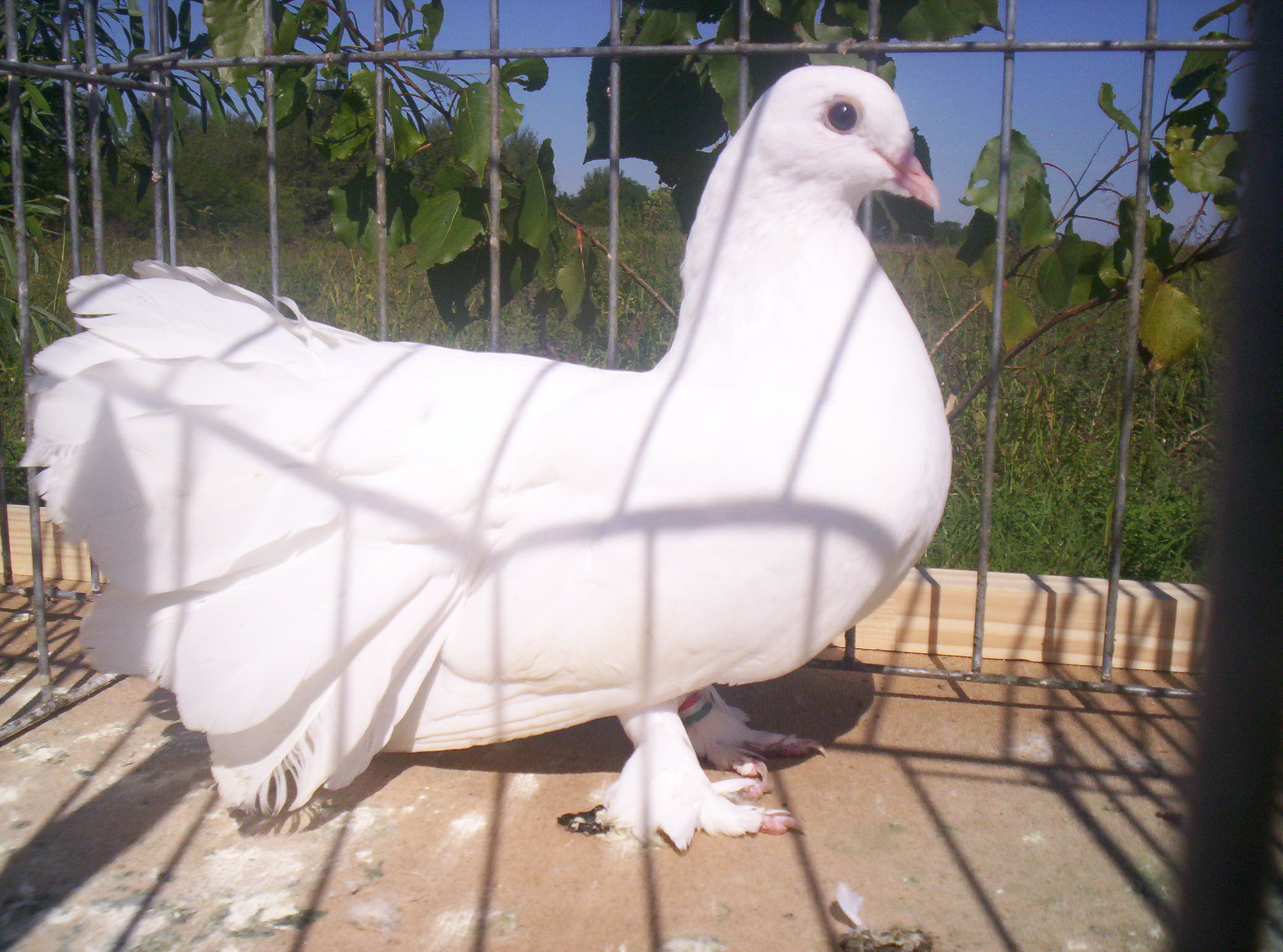
Maďarský pávík

Maďarský pávík je podobný indickému pávíkovi, ale nemá chocholku a má jen slabě opeřené nohy. Hedvábný neboli skotský pávík má zcela změněnou strukturu opeření, paprsky na peří má rozvolněné v jemné vlásky. Nemá proto schopnost letu. Zahradní pávík je méně prošlechtěná verze anglického pávíka, "pávík starého typu".